# Dan Horațiu Buzatu
Dan Horațiu Buzatu (n. 30 octombrie 1961, Craiova) este un fost politician român, cunoscut pentru faptul că a fost în perioada 2004–2008 deputat de Dolj din partea Alianței Dreptate și Adevăr. La acea vreme, era membru al PNL.
Dan Horațiu Buzatu a fost membru în grupurile parlamentare de prietenie cu Canada și Republica Finlanda.